# Ocaña (Kolumbia)
Ocaña – miasto położone w departamencie Norte de Santander w północno-wschodniej Kolumbii, w Kordylierze Wschodniej (Andy Północne), na wysokości 1200 metrów. Około 85 tys. mieszkańców.
W mieście rozwinął się przemysł spożywczy włókienniczy.

## Historia
Miasto zostało założone w 1570 roku jako Nueva Madrid (Nowy Madryt) przez Francisco Fernándeza. Nazwa miasta została zmieniona na obecną w Nowej Kastylii w Hiszpanii..